# 後藤理沙
後藤 理沙（ごとう りさ、1983年〈昭和58年〉6月18日 - ）は、日本の元女優。
福岡県出身。元所属事務所はフラーム→JMO。

## 来歴
小学四年の時に東京に住む姉のところに遊びに来ていたところをスカウトされ、芸能界デビュー。
1997年、小学館の青年向漫画雑誌「ヤングサンデー」のグラビアに登場。1999年、ポカリスエットのCMで一躍CM美少女として脚光を浴び、以後ドラマ、映画、コマーシャルなどに多数出演した。当時の所属事務所はフラームで、広末涼子や小雪に続く看板候補であった。
2002年に一旦引退した時に、第二の人生を羽ばたく為の意味を込めて、左肩に蝶のタトゥーを入れた。
2004年に芸能活動を再開。2005年には再び写真集を出版した。
2009年11月2日放送回『SUPER SURPRISE』で、小出恵介の憧れのアイドルとして登場。その中で、介護ヘルパーの資格を得るため介護施設に勤務していること、芸能活動はその休日に行っていることを明かした。
2010年1月12日のフジテレビ『スーパーニュース』にて、美容整形（腹部および脚部の脂肪吸引と豊胸、顔面のシミ消し）の密着取材を受けた様子を放送。また、一般人男性と3年間の同棲の末、2007年に結婚するも、その2年後（2009年11月）に女優としての芸能活動を本格再開するため離婚していたことを明かした。
2010年11月、『星屑列車に二人で・・』で舞台デビュー。
2013年12月、MUTEKIレーベルから「欲望」でVシネマリリース。
2015年4月7日、一般男性との再婚と、第1子妊娠（妊娠8ヶ月）が明らかになる。6月17日、第1子男児を出産。

## 出演

### テレビドラマ
- 世界で一番パパが好き 第10話（1998年、フジテレビ）
- サイコメトラーEIJI2（1999年、日本テレビ） - 明日真恵美 役
- らぶ・ちゃっと 第1話（2000年、フジテレビ） - あゆみ 役
- めぐる夏（2000年、フジテレビ） - 栞 役
- 新宿暴走救急隊（2000年、日本テレビ） - 森下薫 役
- 史上最悪のデート 第2話（2000年、日本テレビ） - サユリ 役
- 陰陽師 第7話（2001年、NHK） - 聡子 役
- 本家のヨメ（2001年、日本テレビ） - 愛子 役
- 賢者の贈り物「HOTDOG EXPRESS」（2001年、テレビ朝日）
- 牟田刑事官VS終着駅の牛尾刑事2・刑事の妹も襲われた!ひとり魔連続殺人（2002年、テレビ朝日） - 望月容子 役
- 海図のない旅（2002年、NHK） - 浅見麻樹 役
- 浅見光彦シリーズ15 金沢殺人事件（2003年、フジテレビ） - 春山順子 役
- Xenos（2007年、テレビ東京） - 吉野真理子 役
- 法医学教室の事件ファイル25（2007年、テレビ朝日） - 北崎由香 役

### テレビその他
- 天才てれびくんMAX（NHK教育） - 三六九（ミロク）役
- ありえへん∞世界（テレビ東京、2010年）
- くだまき八兵衛（テレビ東京、2010年） - 山田まりや、大原かおり、来栖あつこらとゲスト。

### 映画
- ガラスの脳（2000年） - 飯田由美 役
- ちんちろまい（2000年） - 貝原純子 役
- 死びとの恋わずらい（2001年） - 主演・深田みどり 役
- Color of Pain 野狼（2001年） - 亮子 役
- ふぞろいな秘密（2007年） - 石原マリコ（20代） 役
- かなりあ 人生をうまく跳べない人2（2012年）
- 最近、蝶々は…（2014年） - 篠崎瑠可 役

### CM
- 大塚製薬 ポカリスエット
- 日本道路公団
- ローソン
- ロッテ TOPPO
- 近畿日本鉄道 - メジャーリーガーで、当時近鉄バファローズに所属していた大塚晶則と共演。
- 湘南美容外科クリニック

### ビデオ・DVD（一般作品）
- Glass （1999年、ポニーキャニオン）
- 〜恋わずらい〜 （2001年、ハピネット・ピクチャーズ）
- Moment （2002年、ポニーキャニオン）
- from here to Reality（2005年、竹書房）
- DISTILL （2006年、ラインコミュニケーションズ）
- ONE（2006年、マーレ）
- AQUA（2009年、タオ）
- OLの恋　〜SとM〜（2010年、アタックゾーン）
- Before After　－新たなる裸身－（2010年、アタックゾーン）
- 女王の島 第三章 女王の恋（2012年、アタックゾーン）
- 幻想クノイチ忍法帖（2013年、MTK）

### Vシネマ
- 欲望（2013年、MUTEKI）

### 舞台
- クラゲ荘「星屑列車に二人で・・」（2010年11月23日 - 28日、SPACE107）

## 受賞歴
- 1999年
  - 第23回ザテレビジョンドラマアカデミー賞 新人俳優賞（『サイコメトラーEIJI2』）

## 書籍
- 後藤理沙のこものBOOK―ニット大好き!!（1999年9月、日本ヴォーグ社）ISBN 978-4529032865

### 写真集
- Go to R（2000年6月、集英社、撮影：塚田和徳）ISBN 978-4-08-780307-5
- Risa（2001年2月、近代映画社、撮影：熊谷貫）ISBN 978-4764819412
- Days（2001年9月8日、音楽専科社、撮影：厚地健太郎）ISBN 978-4-87279-084-9
- reflect（2002年6月、ワニブックス、撮影：丸谷嘉長）ISBN 978-4-8470-2714-7
- TERRORS〜アナザーストーリー〜(双葉社スーパームック)（2001年1月、双葉社、撮影：アライ テツヤ）ISBN 978-4575473391・・・共演：眞鍋かをり、山川恵里佳、一戸奈未、上原まゆみ
- from here to Reality（2005年6月10日、竹書房、撮影：佐藤学）ISBN 978-4-8124-2192-5
- W-trip（2006年6月26日、ワニブックス、撮影：佐藤学）ISBN 978-4-8470-2940-0
- 月刊 後藤理沙(SHINCHO MOOK 86)（2007年1月、新潮社、撮影：藤代冥砂）ISBN 978-4-10-790169-9
- LISA GOTO at NUDE（2012年4月24日、講談社、撮影：佐藤学）ISBN 978-4062176910

### 雑誌連載
- BUBKA（コアマガジン）